# Cá tầm da vàng nhợt
Cá tầm da vàng nhợt (danh pháp hai phần: Scaphirhynchus albus) là một loài cá thuộc họ Cá tầm. Đây là một loài cá vây tia có nguy cơ tuyệt chủng, loài đặc hữu của vùng nước của sông Missouri và hạ lưu vực sông Mississippi của Hoa Kỳ. Được đặt tên theo màu sắc nhợt nhạt của nó, cá tầm trở da vàng nhợt liên quan chặt chẽ với cá tầm mũi xẻng tương đối phổ biến (Scaphirhyncus platorhynchus), nhưng lớn hơn nhiều, trung bình dài từ 30 đến 60 inch (760-1.500 mm) và nặng 39 kg lúc trưởng thành. Cá tầm da vàng nhợt cần 15 năm để trưởng thành và sinh sản không thường xuyên, nhưng có thể sống cho đến một thế kỷ. Là một thành viên của họ Acipenseridae có nguồn gốc trong thời kỳ kỷ Phấn trắng cách đây 70 triệu năm, cá tầm da vàng nhợt vẫn không thay đổi. Loài này được coi là một loài còn sót lại của thời đại khủng long, và đã được gọi là "một trong những con cá xấu xí nhất ở Bắc Mỹ". 
Năm 1990, Cục Cá và Động vật hoang dã Hoa Kỳ (USFWS) đặt loài cá tầm da vàng nhợt này vào danh sách các loài có nguy cơ tuyệt chủng, bởi vì ít cá thể cá non được quan sát trong thập kỷ trước, và có rất nhiều giảm sút, loài này hiện nay hiếm khi tìm thấy trong tự nhiên. Đây là loài cá đầu tiên trong khu vực thoát nước sông Mississippi được liệt kê như loài có nguy cơ tuyệt chủng, và việc mất môi trường sống chịu trách nhiệm cho sự suy giảm số lượng loài này. Phần lớn các chi lưu cấp nước cho sông Mississippi đã được xây kênh đào và xây đập, giảm lượng sỏi và các kênh phụ di chuyển chậm là các khu vực sinh sản ưa thích của nó. Cho đến giữa thế kỷ 20, loài cá tầm này vẫn phổ biến và câu một con cá lớn trong vùng nước ngọt là một kinh nghiệm đáng làm. Loài này được coi là ngon, và trứng của nó đã được sử dụng làm trứng cá muối, mặc dù ít phổ biến hơn so với cá tầm khác.
Những nỗ lực để ngăn chặn các loài tuyệt chủng đã có thành công khiêm tốn. Cá tầm da vàng nhợt được tích cực nuôi trong hàng chục trại sản xuất giống và con non đang được thả trở lại tự nhiên mỗi năm. Để hiểu rõ hơn về hành vi cá tầm da vàng nhợt, các nhà nghiên cứu đã cấy thiết bị phát sóng GPS để theo dõi chuyển động của chúng và giúp xác định các khu vực sinh sản có thể. Cơ quan liên bang và tiểu bang đang làm việc với nhau để cải thiện môi trường sống bằng cách khôi phục các khu vực sinh sản vì điều này rất cần thiết để loài tồn tại trong tự nhiên.

## Phân loại và từ nguyên

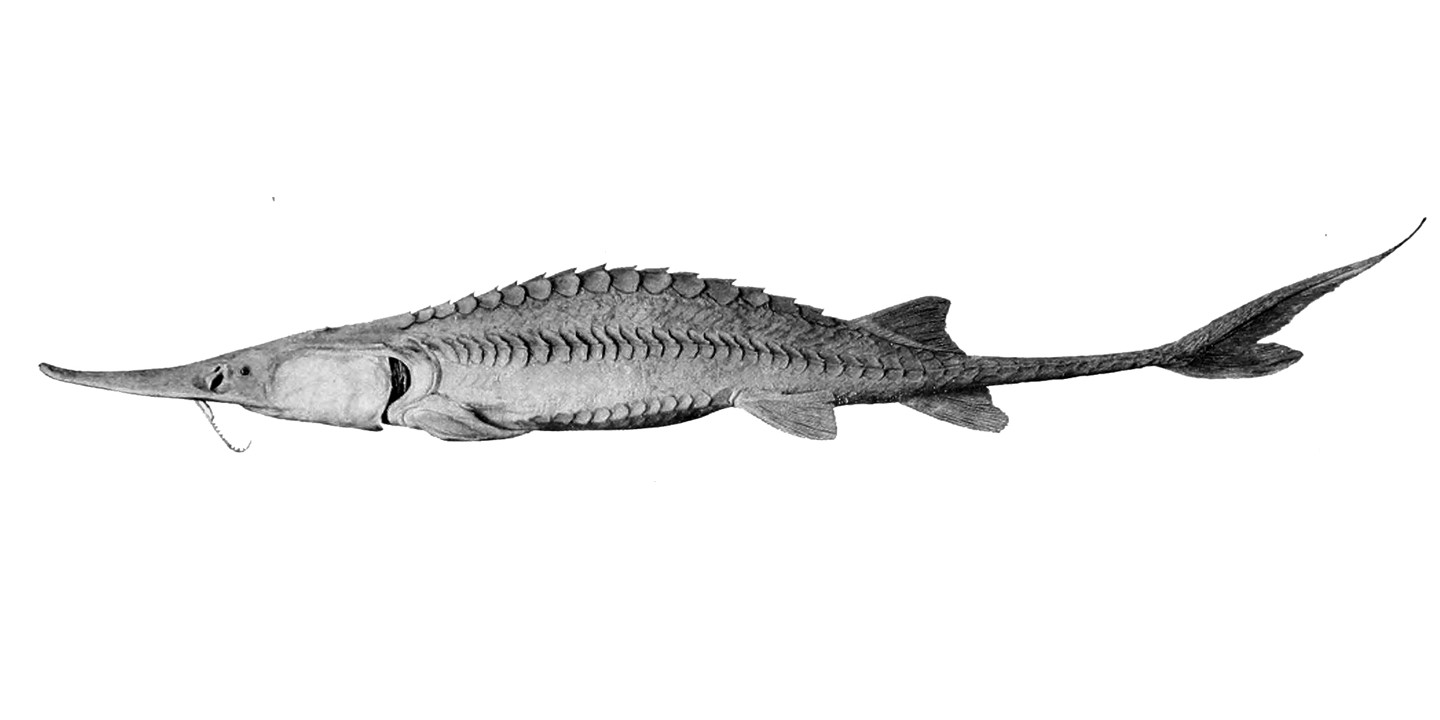
Cá tầm da vàng nhợt

Nhà phân loại học S.A. Forbes và R. E. Richardson phân loại S. albus năm 1905, họ đặt nó trong chi Parascaphirhynchus của họ Acipenseridae. Họ hàng gần nhất của nó là cá tầm mũi xẻng (Scaphirhyncus platorhynchus), và loài cá tầm Alabama (Scaphirhynchus suttkusi) cực kỳ nguy cấp và có thể đã tuyệt chủng. Loài này thuộc phân họ Scaphirhynchinae, gồm hai chi Scaphirhynchus và Pseudoscaphirhynchus (có ba loài ở trung-tây Á).
Tên chi (Scaphirhynchus) xuất phát từ tiếng Hy Lạp nghĩa là "mõm thuổng" và tên loài (albus) trong tiếng Latin nghĩa là "trắng".